# Mari Paz Mosanga Motanga
Mari Paz Mosanga Motanga (sinh ngày 16 tháng 10 năm 1982) là một vận động viên chạy nước rút người  Guinea Xích Đạo. Cô đã thi đấu ở nội dung 100 mét nữ tại Thế vận hội Mùa hè 2000.